# Oberes Göltzschtal
Das Landschaftsschutzgebiet „Oberes Göltzzschtal“ ist ein Naturschutzgebiet in Sachsen, welches 681 Hektar groß ist und bereits 1962 auf Beschluss des damaligen Rates des Bezirkes Karl-Marx-Stadt unter Schutz gestellt wurde. Namensgeber ist der Fluss Göltzsch, ein Nebenfluss der Weißen Elster.